# Fritz Bleiweiß
Fritz Bleiweiß (* 27. November 1911 in Berlin; † 27. Juni 1989 in Forchheim) war ein deutscher Leichtathlet und Olympiateilnehmer, der in den 1930er und 1940er Jahren im Gehen erfolgreich war.
Bleiweiß hatte bei den Europameisterschaften 1934 in Turin aufgegeben. Bei den Olympischen Spielen 1936 in Berlin belegte er Platz sechs in 4:36:48,4 h, der schnellsten Zeit, die er je erreichte. Bei den Europameisterschaften 1938 in Paris erreichte er nach 4:45:24,0 h den vierten Platz.
Auf seiner Spezialstrecke über 50 Kilometer wurde Bleiweiß zweimal Deutscher Meister: 1936 und 1940. Vizemeister wurde er 1935, 1937 und 1949, als er sich letztmals ganz vorn einreihen konnte. Doch auch bei den kürzeren Geherdistanzen gehörte Bleiweiß zur nationalen Spitze: 1947 siegte Bleiweiß bei den Deutschen Meisterschaften im 25-km-Gehen und wurde auf dieser Distanz 1948 Dritter.
Fritz Bleiweiß gehörte in den 1930er Jahren dem Verein Berliner Athletik-Klub an, nach dem Zweiten Weltkrieg zunächst verschiedenen anderen Berliner Vereinen, später startete er für den MTV Braunschweig. In seiner Wettkampfzeit war er 1,75 m groß und 75 kg schwer.